# De 8 vidners vidnesbyrd
De 8 vidners vidnesbyrd er et kort afsnit i Mormons Bog, som er skrevet af Joseph Smith og underskrevet af 8 vidner. Før dette vidnesbyrd kommer de 3 vidners vidnesbyrd. I den første udgave af Mormons Bog fra 1830 stod der i modsætning til nuværende udgaver, at Joseph Smith var forfatteren af Mormons Bog. De 8 vidner var: Christian Whitmer, Jacob Whitmer, Peter Whitmer, John Whitmer, Hiram Page, Joseph Smith senior, Hyrum Smith og Samuel H. Smith. 
I selve teksten står der, at Joseph Smith har vist de ovenstående vidner de såkaldte guldplader, som han ifølge mormonismen oversatte til Mormons Bog. Der står også, at vidnerne rørte ved pladerne.